# Voulzie
Voulzie – rzeka we Francji, przepływająca przez teren departamentu Sekwana i Marna, o długości 43,9 km. Stanowi prawy dopływ rzeki Sekwany. 
Voulzie przepływa przez: Voulton, Beauchery-Saint-Martin, Léchelle, Saint-Brice, Provins, Poigny, Sainte-Colombe, Longueville, Jutigny, Chalmaison, Everly, Les Ormes-sur-Voulzie oraz Saint-Sauveur-lès-Bray.